# His Majesty, the Scarecrow of Oz
Pour plus de détails, voir Fiche technique et Distribution.
His Majesty, the Scarecrow of Oz est un film américain muet réalisé par L. Frank Baum, sorti en 1914.

## Fiche technique[1]
- Titre original : His Majesty, the Scarecrow of Oz
- Réalisation : L. Frank Baum
- Scénario : L. Frank Baum, adapté de son propre roman Le Magicien d'Oz
- Direction artistique :
- Musique : Louis F. Gottschalk
- Décors :
- Costumes :
- Photographie : James A. Crosby
- Son :
- Montage :
- Production : L. Frank Baum et Louis F. Gottschalk
  - Production déléguée : Harry Marston Haldeman et Clarence R. Rundel
- Société de production : The Oz Film Manufacturing Company
- Distribution :  États-Unis : The Oz Film Manufacturing Company en 1914 et Alliance Films Corporation en 1915
- Budget :
- Pays de production:  États-Unis
- Format : Noir et blanc - Son : muet - 1,33:1 - 35 mm
- Genre : Fantasy
- Durée : 59 minutes
- Dates de sortie :
  - États-Unis : 14 octobre 1914

## Distribution
- Violet MacMillan : Dorothy
- Frank Moore : le corbeau
- Pierre Couderc : The Tin Woodman
- Fred Woodward : The Cowardly Lion / The Kangaroo / The Crow / The Cow / The Mule
- Raymond Russell : Roi Krewl
- Arthur Smollet : Googly-Goo, a wealthy courtier
- J. Charles Haydon : le magicien d'Oz
- Todd Wright : Pon, the Gardener's Boy
- Vivian Reed : Princesse Gloria, nièce du roi Krewl
- Mai Wells : Old Mombi
- Mildred Harris : Button-Bright
- Louise Emmons

## DVD
- On peut voir ce film sur l'édition 70th Anniversary - The Wizard of Oz - Ultimate Collector's Edition en DVD.